# Amt Hürup
L’ amt Hürup est un amt, c'est-à-dire une forme d'intercommunalité du Schleswig-Holstein, dans l'arrondissement de Schleswig-Flensbourg, dans le Nord de l'Allemagne. Il regroupe sept municipalités.

## Source de la traduction
- (de) Cet article est partiellement ou en totalité issu de l’article de Wikipédia en allemand intitulé « Amt Hürup » (voir la liste des auteurs).